# ورقة 10 جنيه إسترليني بنك إنجلترا
ورقة 10 جنيه إسترليني بنك إنجلترا والمعروفة أيضًا باسم tenner، هي ورقة جنيه إسترليني نقدية. هي حاليًا ثاني أصغر فئة نقدية يصدرها بنك إنجلترا. طرحت ورقة بوليمر جديدة في 2017 على الوجه صورة إليزابيث الثانية وعلى الظهر صورة المؤلف جاين أوستن. سحبت الأوراق النقدية القطنية التي أصدرت في عام 2002 والتي عليها صورة تشارلز داروين تدريجيا ولم تعد عملة قانونية منذ 1 مارس 2018.

## التاريخ
أصدرت ورقة 10 جنيه إسترليني بنك إنجلترا أول مرة في عام 1759 نتيجة لنقص الذهب الناجم عن حرب السنوات السبع. كانت الأورقا الأولى مكتوبة بخط اليد وأصدرت حسب الحاجة للأفراد. كانت هذه الأوراق مكتوبة على وجه واحد فقط وتحمل اسم المستفيد والتاريخ وتوقيع أمين الصندوق الذي أصدرها. كان من الممكن استبدال هذه الورقة بالكامل أو جزئيًا بمبلغ معادل من الذهب عند تقديمها في البنك باستثناء فترة التقييد بين 1797 و1821، عندما تسببت حروب الثورة الفرنسية والحروب النابليونية في نقص الذهب. أصدرت الأوراق المطبوعة منذ عام 1853 بدلا من الأوراق المكتوبة ونص أتعهد بأن أدفع لحاملها عند الطلب مبلغ عشرة جنيهات، هذا النص موجود على أوراق بنك إنجلترا النقدية حتى يومنا هذا.

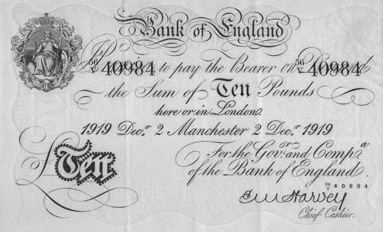
ورقة نقدية بقيمة 10 جنيه إسترليني صدرت من مانشستر عام 1919.

توقفت بريطانيا عن استخدام معيار الذهب في عام 1931. توقف بنك إنجلترا عن إصدار ورقة 10 جنيه إسترليني في عام 1943 ولم يعد إصدارها حتى عام 1964 في السلسلة C. كانت هذه الورقة البنية أول ورقة 10 جنيه إسترليني يوضع على وجهها صورة الملك، وعلى ظهر الورقة أسد. استبدالت سلسلة C بسلسلة D بدءًا من عام 1975 ووضعت صورة فلورنس نايتنجيل على ظهر أوراق سلسلة D النقدية الجديدة، غيرت إلى صورة تشارلز ديكنز في سلسلة E التي صدرت في عام 1992. أصدرت نسخة منقحة لورقة 10 جنيه إسترليني من سلسلة E في عام 2000. ظهرت على ظهرها صورة تشارلز داروين. أضيف ميزات أمنية جديدة إلى الورقة مثل الطباعة الغائرة والعلامة المائية والحروف الضغيرة والصور المجسمة والطباعة بالأشعة فوق البنفسجي.

### ورقة البوليمر
أعلن مارك كارني محافظ بنك إنجلترا في عام 2013 أنه ستصدر ورقة 10 جنيه إسترليني بوليمر جديدة، بدلاً من القطن، تغير من التصميم السابق حيث أضيف على ظهر الورقة صورة الروائية جاين أوستن من أوائل القرن التاسع عشر. أكد تاريخ الإصدار لاحقًا في 14 سبتمبر 2017. جاء قرار استبدال داروين بجاين أوستن بعد حملة لوضع صورة امرأة على ظهر ورقة من أوراق بنك إنجلترا النقدية، بعدما أعلن أن المرأة الوحيدة إليزابيث فراي التي كانت صورتها موجودة على ورقة 5 جنيه إسترلينية، ستستبدل صورتها بصورة ونستون تشرشل.
صورت كاتدرائية وينشستر مكان دفن جاين أوستن. أعطيت الورقة ذات الرقم التسلسلي AA01001817 إلى كاتدرائية وينشستر، بمناسبة عام دفن أوستن 1817.

## التصاميم
المصدر: بنك إنجلترا
| السلسلة           | تاريخ الإصدار  | أخر طبعة    | تاريخ السحب   | اللون                                 | الحجم                    | التصميم                                                 | معلومات إضافية |
| ----------------- | -------------- | ----------- | ------------- | ------------------------------------- | ------------------------ | ------------------------------------------------------- | --- |
| وايت              | 1759           | 1943        | 16 أبريل 1945 | أحادية اللون (مطبوعة على جانب واحد)   | 211 × 133 ملم (قد تختلف) |                                                         | |
| السلسلة C         | 21 فبراير 1964 | 1975        | 31 مايو 1979  | بني                                   | 150 × 93 ملم             | الوجه: الملكة إليزابيث الثانية؛ الظهر: الأسد            | أول ورقة 10 جنيه إسترليني تحمل صورة الملك |
| السلسلة D         | 20 فبراير 1975 | 1992        | 20 مايو 1994  | في الغالب بني                         | 151 × 85 ملم             | الوجه: الملكة إليزابيث الثانية؛ الظهر: فلورنس نايتينجيل | |
| السلسلة E         | 29 أبريل 1992  | أكتوبر 2000 | 31 يوليو 2003 | متعدد الألوان (في الغالب برتقالي بني) | 142 × 75 ملم             | الوجه: الملكة إليزابيث الثانية؛ الظهر: تشارلز ديكنز     | تحتوي الأوراق النقدية الصادرة منذ نوفمبر 1993 على رمز 10 جنيه إسترليني على كل جانب                                                                                                   |
| السلسلة E (بديلة) | 7 نوفمبر 2000  | 2016        | 1 مارس 2018   | متعدد الألوان (في الغالب برتقالي بني) | 142 × 75 ملم             | الوجه: الملكة إليزابيث الثانية؛ الظهر: تشارلز داروين    | في التصميم الصحيح يكتب "The Governor and Company of the Bank of England". ولكن في نسخ عديدة كتبت "The Governor and the Company of the Bank of England"، طبع كلا النصين بأعداد كبيرة. |
| السلسلة G I       | 14 سبتمبر 2017 |             |               | برتقالي                               | 132 × 69 ملم             | الوجه: الملكة إليزابيث الثانية؛ الظهر: جاين أوستن       | |
| السلسلة G II      | منتصف 2024     |             |               | برتقالي                               | 132 × 69 ملم             | الوجه: الملك تشارلز الثالث؛ الظهر: جاين أوستن           | أول ورقة لتشارلز الثالث |

## روابط خارجية
- Bank of England website
- Polymer ten pound note website